# Do`â’ Komayl
Le Do`â’ Komayl (arabe : دعاء كميل L’invocation de Komayl) est le recueil d’invocations le plus répandu dans le rite chiite. L’auteur, Komayl Ibn ziyâd (Kumayl ibn Zyad, mort en 702) compagnon et disciple de Ali ibn Abi Talib, a reçu ces prières  directement de Ali. Le Do`â’ Komayl est récité traditionnellement tous les jeudis soir, de préférence en assemblée. Ainsi que la veille du 15 du mois de chaabane en mémoire du douzième Imam. Ce Do`â’ enseigne que quiconque accomplit ses devoirs envers Allah sera pardonné.

## Citation
Do`â’ Komayl est l’un des plus célèbres Do`â’ en Islam. De nombreux oulémas qui ont mentionné l’invocation de kumail dans leurs écrits:
1. Mohammad Ibn al-Hassan al-Tûsî (385-460 H.) dans “Miçbâh al-Motahajjid”.
2. Ali Ibn Tâwûs (589-664 H.) dans “Al-Iqbâl”.
3. Ibrâhim Ibn Ali al-Kaf`amî dans “Al-Miçbâh” et dans “Al-Balad al-Amîn”.
4. Al-Majlicî (1037-1111 H.) écrit, dans “Zâd al-Ma`âd”, que ce Do`â’ est l’une des meilleures supplications. Cette “Prière de demande“ figure également dans les principaux recueils et livres de Do`â’. La lecture de ce Do`â’ a lieu surtout le soir de la veille de la mi-mois de chaabane, ainsi qu’à la veille au soir de chaque vendredi (jeudi soir).

Dans de nombreux pays, des groupes de Musulmans se réunissent spécialement dans des assemblées de lecture de Do`â’ Komayl tous les jeudis soir.

## Les points de vue
Evariste Lévi-Provençal écrit dans son livre Arabica :
« Le grand nombre de textes expliquant la signification de cette invocation (Do`â’ komayl) témoigne de son importance dans la piété chiite. Dans cette prière, l’accent est mis sur la toute puissance et la souveraineté de Dieu, l’homme est le responsable de ses malheurs : « Je me suis rendu injuste envers moi-même et j’ai péché par ignorance…».